# Шведска социалдемократическа партия
Шведската социалдемократическа партия (на шведски: Sveriges Socialdemokratiska Arbetareparti) е политическа партия в Швеция, основана през 1889 г. От 2012 г. председател на партията е Стефан Льовен.

## Ръководители
- Клас Толин (1896 – 1907)
- Карл Ялмар Брантинг (1907 – 1925)
- Пер Албин Хансон (1925 – 1946)
- Таге Ерландер (1946 – 1969)
- Улоф Палме (1969 – 1986)
- Ингвар Карлсон (1986 – 1996)
- Йоран Пешон (1996 – 2007)
- Мона Салин (2007 – 2011)
- Хакан Юхолт (2011 – 2012)
- Стефан Льовен (2012 – настояще)

## Участия в избори

### Парламентарни избори

#### 2018 г.
На парламентарните избори през 2018 г. при 87,1% избирателна активност и 100% обработени протоколи партията получава 28,3% подкрепа (или 1 830 386 гласа). Четири месеца след изборите партията сключва споразумение за управление с Партията на зелените, подкрепени от Партията на центъра и Либералите.